# Tetramorium bursakovi
Tetramorium bursakovi är en myrart som beskrevs av Alexander G. Radchenko 1992. Tetramorium bursakovi ingår i släktet Tetramorium och familjen myror. Inga underarter finns listade i Catalogue of Life.